# Acura RLX
L'Acura RLX est une berline routière du constructeur automobile japonais Acura produite de 2014 à 2020. Elle remplace l'Acura RL.

## Phase 2

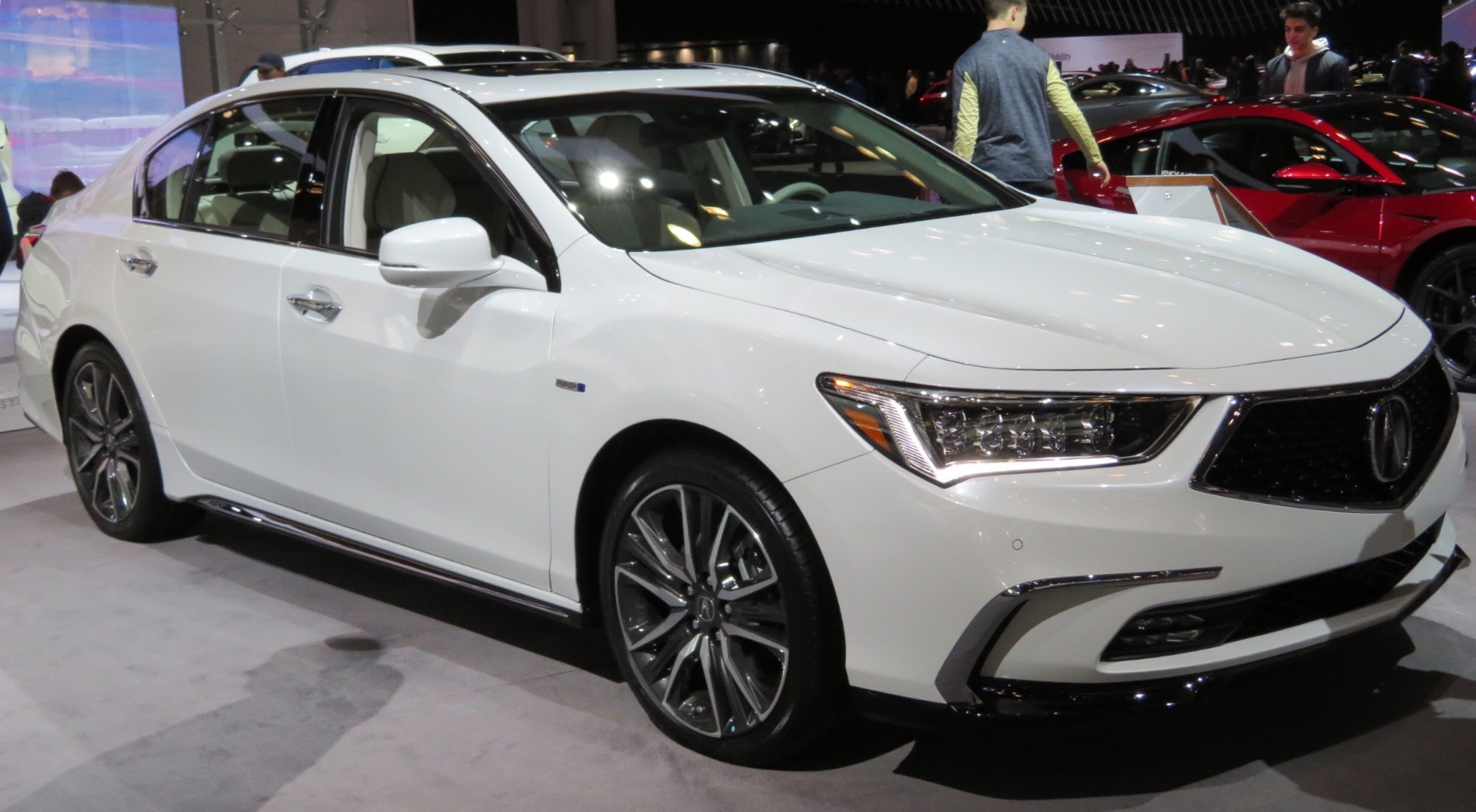
Acura RLX Phase 2

L'Acura RLX restylée est dévoilée en 2018 pour inaugurer dans les moindres détails la nouvelle orientation de la marque en matière de performance de précision.
Soi-disant la berline Acura la plus sophistiquée et la plus performante à ce jour, la RLX 2018 est équipée de la technologie Sport Hybrid Super-Handling All-Wheel Drive, également partagée avec la supercar NSX. Les caractéristiques de série de la RLX Sport Hybride 2018 comprennent le système audio Krell haut de gamme, la caméra Surround View, les capteurs de stationnement, les phares antibrouillard à LED, le démarrage à distance du moteur, les sièges avant ventilés et chauffants, les sièges arrière et le volant chauffants.